# شباك مضادة للغواصات

الشبكة المضادة للغواصات أو الوابل المضاد للغواصات عبارة عن وابل يوضع عند مصب ميناء أو مضيق للحماية من الغواصات,.

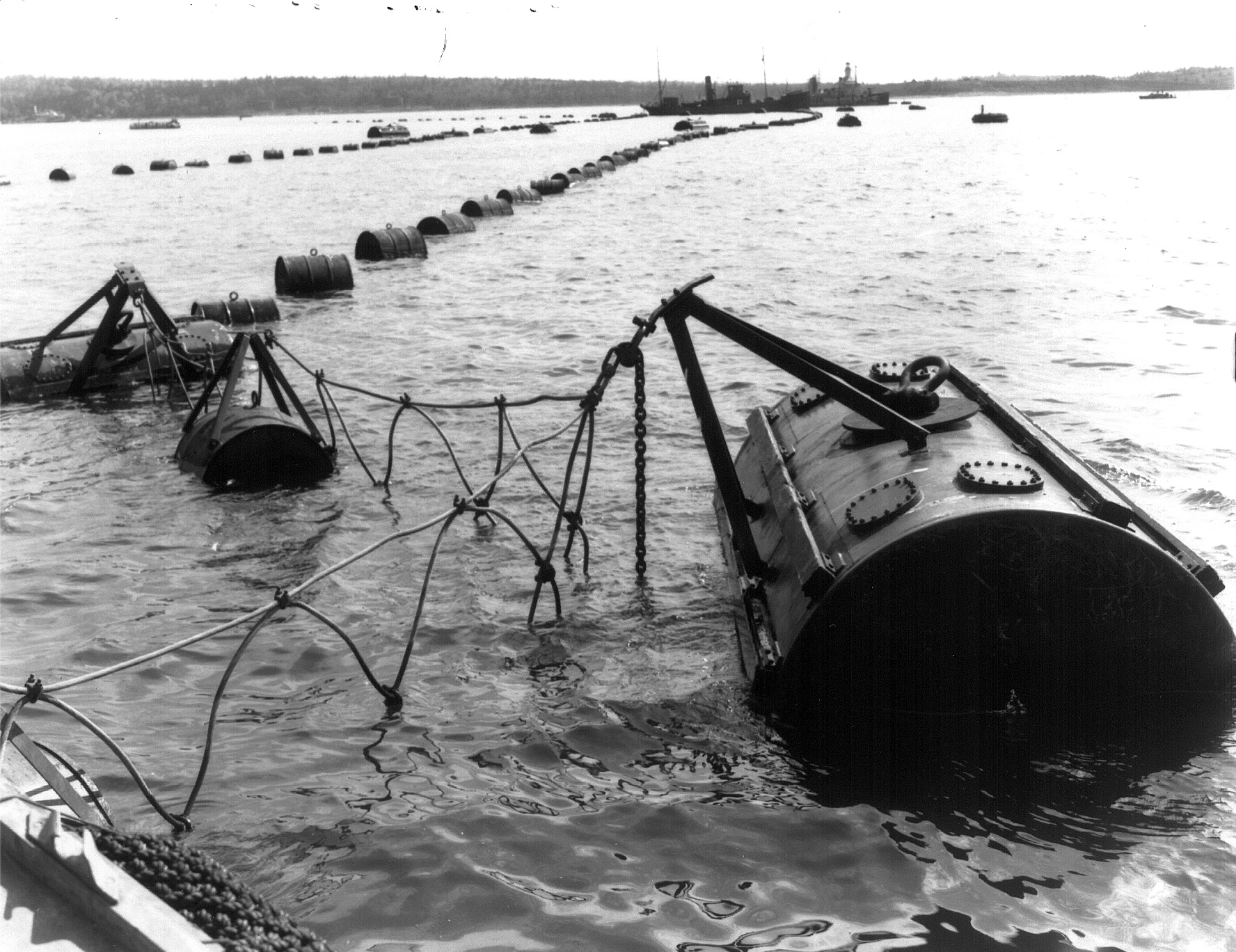
شبكة مضادة للغواصات تم استخدامها خلال الحرب العالمية الثانية في نوفا سكوشا ، كندا
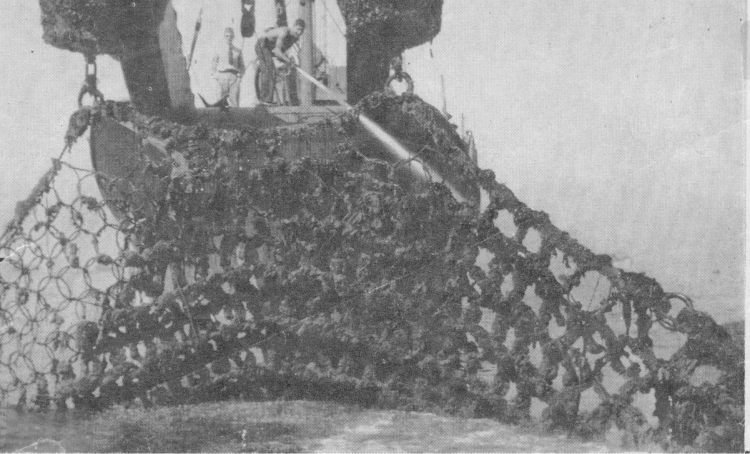
تنظيف شبكة مضادة للغواصات خلال الحرب العالمية الثانية
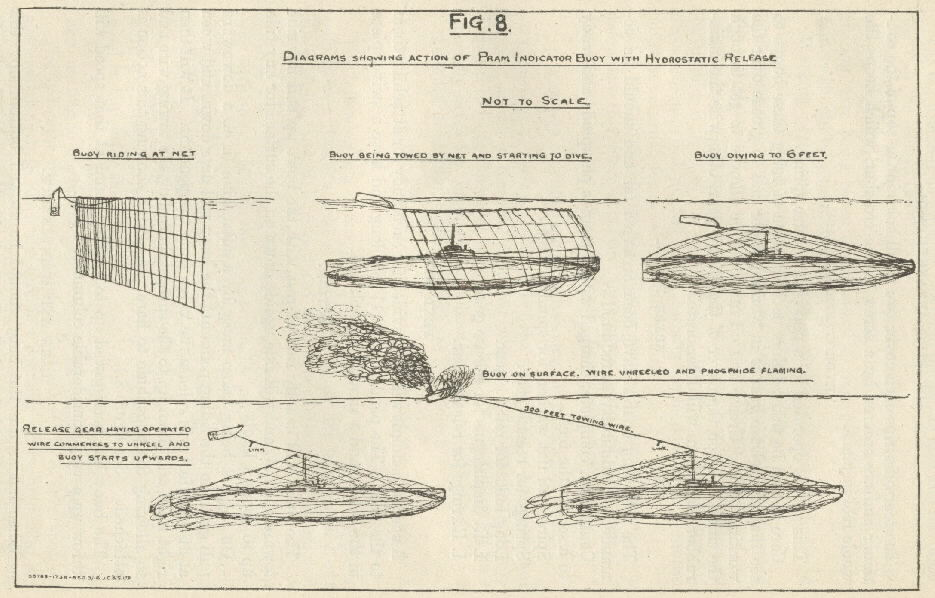
كيف تعمل شبكة مضادة للغواصات
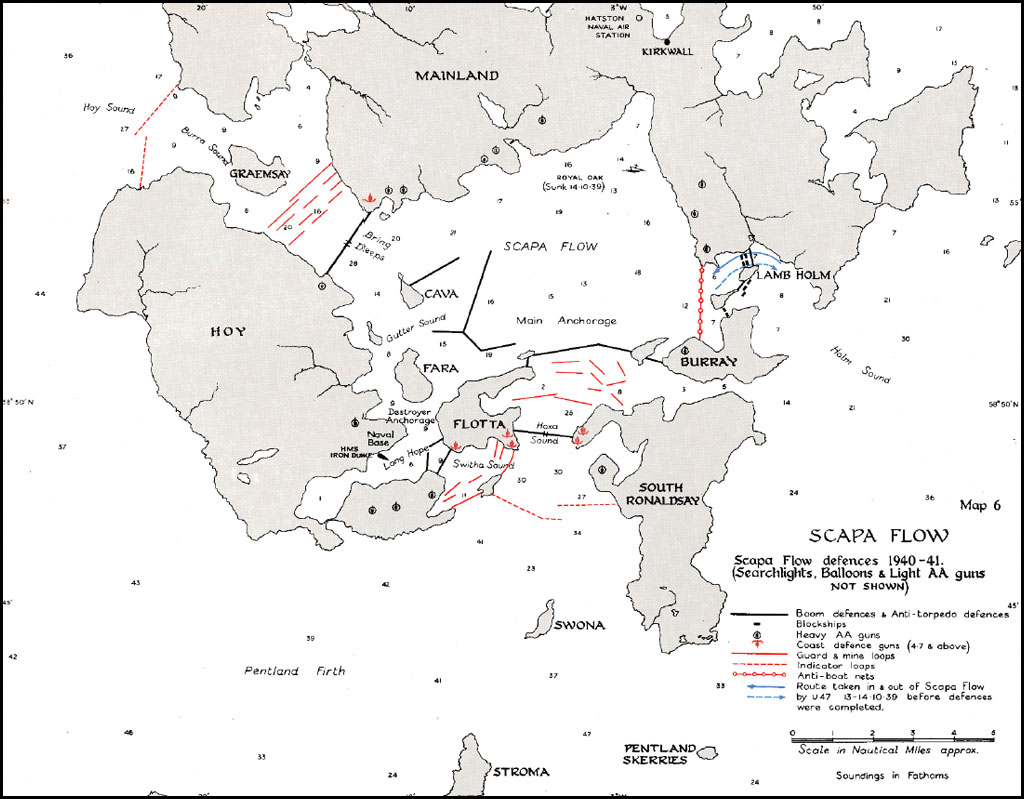
Scapa Flow خريطة موقع شبكات مكافحة الغواصات

الشباك (وتسمى أيضًا الحواجز الواقية) هي حواجز عسكرية أصغر تُستخدم بشكل أساسي في المياه الضحلة، على سبيل المثال أمام منشآت الموانئ الصغيرة والمتوسطة الحجم. الغرض الرئيسي من الحواجز الشبكية هو صد ضفادع بشرية والغواصات والسفن والطوربيدات أو جعل دخول الموانئ أكثر صعوبة لتوفير الوقت للدفاع الإضافي.
تم وضع الشباك البلاستيكية الموزونة، المدعمة بخيوط أوستنيتية دقيقة، بزوايا قائمة على مدخل الميناء. الشباك ضيقة لدرجة أنها لا يمكن لأي رجال أو طوربيد أن يمر من خلالها. نظرًا لأن الطوربيدات عادةً ما تكون مزودة بصمام إيقاعي، فإن خطر حدوث انفجار في الشبكة يكون منخفضًا.
للسماح بمرور السفن، يتم إما طي الحاجز الشبكي باتجاه البحر ووضعه على الأرض، أو سحبه إلى الجانب باستخدام قاطرة، اعتمادًا على البناء. خلال الحرب العالمية الثانية ، كان تركيب ومراقبة وصيانة وتشغيل الحواجز الألمانية الصافية في الموانئ الرئيسية من مسؤولية مكاتب قائد الحاجز التي أنشأتها كريغسمارين لهذا الغرض.
الشباك الفولاذية، التي كانت لا تزال تستخدم خلال الحرب العالمية الأولى و الحرب العالمية الثانية، خاصةً لحجب مكمن (مستودعات الغواصات) والموانئ البحرية، نادرًا ما تُستخدم اليوم لأنها ثقيلة جدًا وغير عملية.
تم توضيح حقيقة أن الشباك لا توفر أمانًا بنسبة مائة بالمائة حيث تم إثبات حماية الإرساء في قاعدة سكوبا فلو ، حيث تمكنت الغواصة الألمانية يو 47 ، على الرغم من عدة صفوف من الشباك، من اختراق القاعدة عند إطلاق طوربيدات لإغراق السفينة الحربية. أتش أم أس رويال أوك (08) والهرب مرة أخرى.
في يونيو 2007 ، تم استخدام طوق بطول 4.5 كيلومتر تقريبًا قبالة منتجع هيليجندام الواقع في شمال ألمانيا على بحر البلطيق لعقد اجتماع قمة رؤساء مجموعة الدول الصناعية السبع .